# Suthida
Suthida (ur. 3 czerwca 1978) – królowa małżonka Tajlandii, czwarta żona króla Ramy X.

## Życiorys
Urodzona 3 czerwca 1978 r. jako Suthida Tidjai. W 2000 r. na prywatnym Assumption University uzyskała licencjat w zakresie komunikacji. Pracowała jako stewardesa Thai Airways, a następnie została członkiem ochrony ówczesnego następcy tronu Mahy Vajiralongkorna. Po roku książę awansował ją na zastępcę dowódcy gwardii królewskiej, a następnie w grudniu 2016 r. mianował ją generałem. 1 maja 2019 r., po trzech latach związku poślubiła Mahę Vajiralongkorna, który był już wówczas królem Tajlandii.
Odznaczona Orderem Białego Słonia (2012 r.).